# .sg
.sg je vrhovna internetska domena (country code top-level domain - ccTLD) za Singapur. Domenom upravlja SGNIC.

## Vanjske poveznice
- IANA .sg whois informacija  Arhivirana inačica izvorne stranice od 25. srpnja 2008. (Wayback Machine)